# Amantideibambini
Amantideibambini (von italienisch amanti dei bambini, „Kinderliebhaber“) war eine im Jahr 2000 von der italienischen Polizei fingierte Website, die vorgab, Kinderpornografie zu verkaufen. 1032 Personen meldeten sich auf der Seite an und konnten auf diese Weise von den Strafverfolgungsbehörden identifiziert werden. Die Aktion wurde vom US-amerikanischen FBI und der Firma Microsoft unterstützt und stand im Zusammenhang mit einem russischen Händlerring, der kinderpornografische Videokassetten über das Internet vertrieb und auch an Kindesentführungen aus Waisenhäusern, öffentlichen Parks und Zirkusvorstellungen beteiligt gewesen sein soll. Laut Ermittlern zeigten einige der in Umlauf gebrachten Videos nicht nur Vergewaltigungen, sondern auch Folter und sogar Mord (Snuff-Film). Manche hätten Preise von umgerechnet über 13.000 Mark erzielt.
Über die Website und durch anschließende 600 Hausdurchsuchungen konnten direkt oder indirekt 831 Italiener und 660 Verdächtige anderer Nationalitäten identifiziert werden, die in Deutschland, Frankreich, Großbritannien, den Niederlanden, Schweden, der Schweiz, den USA, Russland, Chile und Malaysia lebten und daher mit einem internationalen Haftbefehl gesucht werden mussten. In Russland wurde auch der vermutete Drahtzieher des Rings verhaftet, kurz darauf allerdings vom Parlament per Amnestie begnadigt.
Tony Krone vom Australian Institute of Criminology nennt Amantideibambini als eines von drei Beispielen verdeckter Polizeioperationen gegen Kinderpornografie, zusammen mit der ersten nennenswerten derartigen Operation, Rip Cord, die drei Jahre vorher in den USA durchgeführt worden war.